# Venas diploicas
Las venas diploicas (TA: venae diploicae) son venas del cráneo que forman senos en el tejido poroso entre las láminas de los huesos craneales.

## Ramas desembocantes
Envían ramas hacia las láminas externa e interna, el periostio y la duramadre, y desembocan en parte dentro y en parte fuera del cráneo.

## Lugares de drenaje
Drenan el diploe.

## Venas diploicas específicas
Normalmente son cuatro: una frontal, dos temporales y una occipital.
- (1) la vena diploica frontal (TA: vena diploica frontalis) drena el hueso frontal y se vacía por fuera en la vena supraorbitaria o por dentro en el seno sagital superior.[1]

- (2) la vena diploica occipital (TA: vena diploica occipitalis) es la mayor de las venas diploicas. Drena sangre del hueso occipital y desemboca en la vena occipital, o en el seno transverso[1] o en la confluencia de los senos.

- (3) la vena diploica temporal anterior (TA: vena diploica temporalis anterior) drena la parte lateral externa de la porción frontal y anterior del hueso parietal. Se abre por dentro en el seno esfenoparietal y por fuera en la vena temporal profunda,[1] a través de una abertura en el ala mayor del esfenoides.

- (4) la vena diploica temporal posterior (TA: vena diploica temporalis posterior) drena sangre del hueso parietal y desemboca en el seno transverso,[1] a través de una apertura en el ángulo mastoides del hueso parietal o a través del foramen de la mastoides.